# Reconnaissance optique de caractères
 (mars 2025).
Si vous disposez d'ouvrages ou d'articles de référence ou si vous connaissez des sites web de qualité traitant du thème abordé ici, merci de compléter l'article en donnant les références utiles à sa vérifiabilité et en les liant à la section « Notes et références ».
La reconnaissance optique de caractères (ROC, ou OCR pour l'anglais optical character recognition), ou « océrisation », désigne les procédés informatiques pour la transcription d'images de textes imprimés ou dactylographiés en fichiers de texte.
Un ordinateur réclame pour l'exécution de cette tâche un logiciel d'OCR. Celui-ci permet de récupérer le texte dans l'image d'un texte imprimé et de le sauvegarder dans un fichier pouvant être exploité dans un traitement de texte pour enrichissement, et stocké dans une base de données ou sur un autre support exploitable par un système informatique.

## Histoire
La première machine d'OCR fut créée par Gustav Tauschek, un ingénieur allemand, en 1929. Elle contenait un détecteur photosensible qui pointait une lumière sur un mot lorsqu’il correspondait à un gabarit contenu dans sa mémoire.
En 1950, l'américain Frank Rowlett, qui avait cassé le code diplomatique japonais PURPLE, demanda à David Shepard, un cryptanalyste de l'AFSA (prédécesseur de la NSA américaine), de travailler avec Louis Tordella pour faire à l'agence des propositions de procédures d'automatisation des données. La question incluait le problème de la conversion de messages imprimés en langage machine pour le traitement informatique. Shepard décida qu'il devait être possible de construire une machine pour le faire, et, avec l'aide de Harvey Cook, un ami, construisit « Gismo » dans son grenier pendant ses soirées et ses week-ends. Le fait fut rapporté dans le Washington Daily News du 27 avril 1951 et dans le New York Times du 26 décembre 1953 après le dépôt du brevet numéro 2 663 758. Shepard fonda alors Intelligent Machines Research Corporation (IMR), qui livra les premiers systèmes d'OCR au monde exploités par des sociétés privées.  Le premier système privé fut installé au Reader's Digest en 1955, et, de nombreuses années plus tard, fut offert par le Readers Digest au Smithsonian, où il fut mis en exposition. Les autres systèmes vendus par IMR à la fin des années 1950 comprenaient un lecteur de bordereau de facturation à l'Ohio Bell Telephone Company et un numériseur (scanner de documents) à l'US Air Force pour la lecture et la transmission par télex de messages dactylographiés. IBM et d'autres utilisèrent plus tard les brevets de Shepard.
Depuis 1965, la Poste des États-Unis utilise pour trier le courrier des machines OCR dont le principe de fonctionnement a été imaginé par Jacob Rabinow, un inventeur prolifique. La Poste canadienne utilise des systèmes OCR depuis 1971. Les systèmes OCR lisent le nom et l'adresse du destinataire au premier centre de tri automatisé, et impriment sur l'enveloppe un code-barres fondé sur le code postal. Les lettres n'ont plus qu'à être triées dans les centres suivants par des trieuses moins coûteuses qui n'ont qu'à lire le code-barres. Pour éviter toute interférence avec l'adresse lisible qui peut se trouver n'importe où sur la lettre, une encre spéciale est utilisée, qui est clairement visible sous une lumière UV. Cette encre semble orange dans des conditions d'éclairage normales.
Il fallut attendre 1974 pour qu’un scientifique rassemble ces nouvelles connaissances dans une technologie qui permettrait aux aveugles de lire des documents enregistrés sur un support informatique. On sort du domaine précis de la reconnaissance optique de caractère pour l’appliquer en utilisant de nouvelles technologies. Pour cela, ce scientifique, du nom de Ray Kurzweil, créa un synthétiseur vocal pour « dire » le texte et améliora les procédés de numérisation. En 1976, le prototype fut fini, et pour l’anecdote, c’est Stevie Wonder qui finança le projet. Le début de la commercialisation de la « reading machine » eut lieu en 1978. Deux ans plus tard, Xerox acheta la société.

## Apprentissage
Les premiers systèmes avaient besoin d'un « apprentissage » (la collecte d'échantillons connus pour chaque caractère) pour lire une police de caractères donnée. Mais aujourd'hui, il est courant de trouver des systèmes « intelligents » qui peuvent reconnaître la plupart des polices avec un haut niveau de précision[réf. nécessaire].

## Fonctionnement
Un système OCR part de l'image numérique réalisée par un scanner optique d'une page (document imprimé, feuillet dactylographié, etc.), ou un appareil photo numérique, et produit en sortie un fichier texte en divers formats (texte simple, formats de traitements de texte, XML..., par exemple le format standardisé ALTO).
Certains logiciels tentent de conserver l'enrichissement du texte (corps, graisse et police) ainsi que la mise en page, voire de rebâtir les tableaux et d'extraire les images.
Certains logiciels comportent, en outre, une interface pour l'acquisition numérique de l'image.
Jusqu'à une date récente, le fonctionnement des systèmes OCR performants était peu connu car protégé par le secret industriel ; les logiciels open-source disponibles (ex : GOcr) étant plutôt l'œuvre d'amateurs. La publication en open-source de systèmes performants (en particulier Tesseract en 2006) a quelque peu changé cette situation.
Les étapes de traitement peuvent être schématisées ainsi :
1. Préanalyse de l'image : le but est d'améliorer éventuellement la qualité de l'image. Ceci peut inclure le redressement d'images inclinées ou déformées, des corrections de contraste, le passage en mode bicolore (noir et blanc, ou plutôt papier et encre), la détection de contours.
2. Segmentation en lignes et en caractères (ou analyse de page) : vise à isoler dans l'image les lignes de texte et les caractères à l'intérieur des lignes. Cette phase peut aussi détecter le texte souligné, les cadres, les images.
3. Reconnaissance proprement dite des caractères : après normalisation (échelle, inclinaison), une instance à reconnaitre est comparée à une bibliothèque de formes connues, et on retient pour l'étape suivante la forme la plus « proche » (ou les N formes les plus proches), selon une distance ou une vraisemblance (likelihood). Les techniques de reconnaissance se classent en quelques grands types[1]:
  1. Classification par Caractéristiques (Features) : une forme à reconnaître est représentée par un vecteur de valeurs numériques - appelées features en anglais - calculées à partir de cette forme. Le nombre de features est de l'ordre de 100 à 300. Si les features sont bien choisies, une classe de caractères (par exemple l'ensemble des A majuscules) sera représentée par un « nuage » contigu de points dans l'espace vectoriel des features. Le rôle du classificateur est de déterminer à quel nuage (donc à quelle classe de caractères) la forme à reconnaitre appartient le plus vraisemblablement. La classification fait généralement appel à divers types de réseaux de neurones artificiels entrainés sur de vastes bases de formes possibles.
  2. Méthodes métriques : consistent à comparer directement la forme à reconnaître, au moyen d'algorithmes de distance, avec un ensemble de modèles appris. Ce type de méthode est peu utilisé et peu valorisé par les chercheurs, car souvent plus naïf et vraisemblablement moins efficace que les méthodes à base de features.
  3. Méthodes statistiques : dans le domaine de la reconnaissance d'écriture manuscrite, il est fréquemment fait appel aux méthodes probabilistes/statistiques comme les chaînes de Markov.
4. Post-traitement utilisant des méthodes linguistiques et contextuelles pour réduire le nombre d'erreurs de reconnaissance : systèmes à base de règles, ou méthodes statistiques basées sur des dictionnaires de mots, de syllabes, de N-grammes (séquences de caractères ou de mots). Dans les systèmes industriels, des techniques spécialisées pour certaines zones de texte (noms, adresses postales) peuvent utiliser des bases de données pour éliminer les solutions incorrectes.
5. Génération du format de sortie, avec la mise en page pour les meilleurs systèmes.

## Domaine de recherche
Un problème particulièrement ardu pour les ordinateurs et les humains est celui des anciens registres religieux des baptêmes et des mariages, qui contiennent surtout des noms, où les pages peuvent être endommagées par le temps, l'eau ou le feu, et les noms peuvent être obsolètes ou écrits selon d'anciennes graphies. Les techniques informatiques de traitement de l'image peuvent aider les humains dans la lecture de textes extrêmement difficiles, comme le palimpseste d'Archimède ou les manuscrits de Qumrân. Des approches coopératives où les ordinateurs assistent les humains et vice-versa constituent un domaine de recherche intéressant.
La reconnaissance de caractère est un domaine actif de recherche pour la science informatique depuis la fin des années 1950. Au début, on pensait qu'il s'agissait d'un problème facile, mais il apparut qu'il s'agissait d'un sujet beaucoup plus intéressant. Il faudra encore de nombreuses décennies aux ordinateurs, s'ils y parviennent un jour, pour lire tous les documents avec la même précision que les êtres humains.

## Principaux logiciels

### Libres
Plusieurs technologies sont d'utlisation complètement libre et gratuite sous des licences libres telles que la GPL.
- eScriptorium (en), (Unix, Windows) logiciel basé sur Kraken[3], tous deux des logiciels français développés au sein du projet Scripta de l'Université PSL[4],[5]
- Transkribus (Unix, Windows, en ligne) est une compagnie européenne qui propose autant le logiciel[6] que l'hébergement d'une version légère pour les textes dactylographiés[7] et une plateforme plus complète pour la reconnaissance de manuscrits, avec la possibilité payante d'entrainer des modèles linguistiques personnalisés, mais pas de les exporter[8],[9]
- OCRopus (Unix, Windows) qui est utilisable avec plusieurs interfaces graphiques[10]
- GOCR (Unix, Windows)[11]
- CuneiForm (en) (Unix, Windows), logiciel initialement propriétaire et intégré dans la plupart de scanners avec des capacités OCR, il est spécialement utilisé en Russie.
- Tesseract (Unix, Windows) outil sous-jacent à plusieurs interfaces graphiques développé par HP puis Google[12]
- PcWish (en) (Windows, MacOS, Android) est principalement un logiciel de traitement d'images[13]
- OCR4all (Unix, Windows) est une interface qui permet d'utiliser plusieurs moteurs d'OCR[14],[15],[16]

### Propriétaires
D'autres offres payantes ou freemium existent qui peuvent effectuer le service sans que leurs Code source soit consultable ou réutilisable.
Logiciels sans charges
- Moredata, logiciel freeware qui emploie tessnet (Windows)
- MoredataFast (Windows)
- PDF24 Creator
- Text Extractor utility, inclus dans Microsoft Powertoys (Windows)
- ManaCount (Windows, Mac OS) océrisation des factures et lettrage bancaire.

Logiciels payants
- ABBYY FineReader (Unix, Windows, Mac OS)
- Ad'doc IIM (Windows) reconnaissance dactylographié et manuscrit Www.imds.ca
- BotServer de Multimédia SOLUTIONS (Windows, Linux)
- Adobe Acrobat Professional (Windows, Mac OS)
- ExactScan ExactScan Pro et OCRKit (Mac OS)
- Nuance Omnipage (Windows)
- IRIS Readiris (Unix, Windows, Mac OS)
- Nicomsoft OCR (Windows, Unix)
- Omnipage PRO (Windows 95 et suivants)
- LightPDF (en ligne, Windows)